# NBC 교향악단

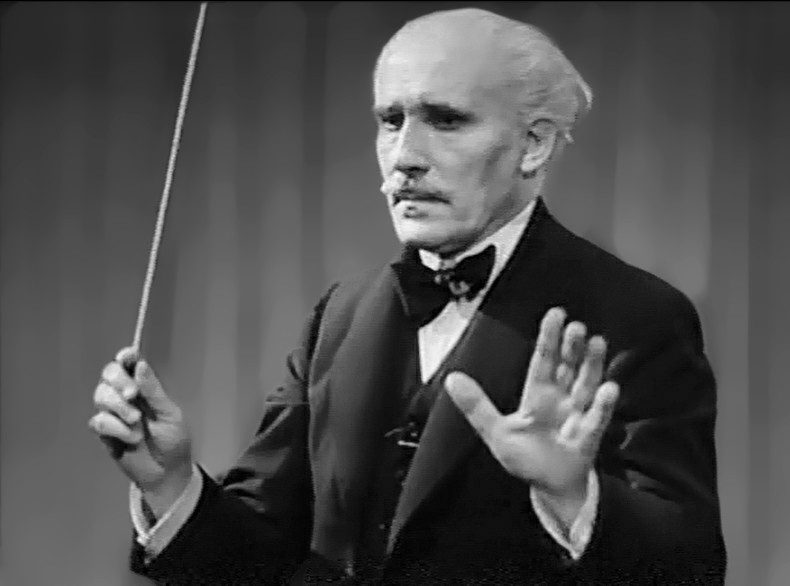

NBC 교향악단(NBC Symphony Orchestra)은 1937년부터 1954년까지 미국 뉴욕을 중심으로 활동한 관현악단으로, 지휘자 아르투로 토스카니니를 위해 NBC의 모회사인 RCA의 사장 데이비드 사르노프가 기획한 라디오 관현악단이다.